# Arena Zagreb
Arena Zagreb er en multibrugssportshal, som ligger i den sydvestlige del af Zagreb i Kroatien (i Lanište-bydelen af Novi Zagreb). Hallen blev brugt til VM i håndbold 2009 (mænd) og EM i håndbold 2018 (mænd).
Arena Zagreb er også hjemmebane for Kroatiens håndboldlandshold og RK Zagreb.
Arenaen bliver bl.a. brugt til koncerter.